# نشان خورشید فروزان

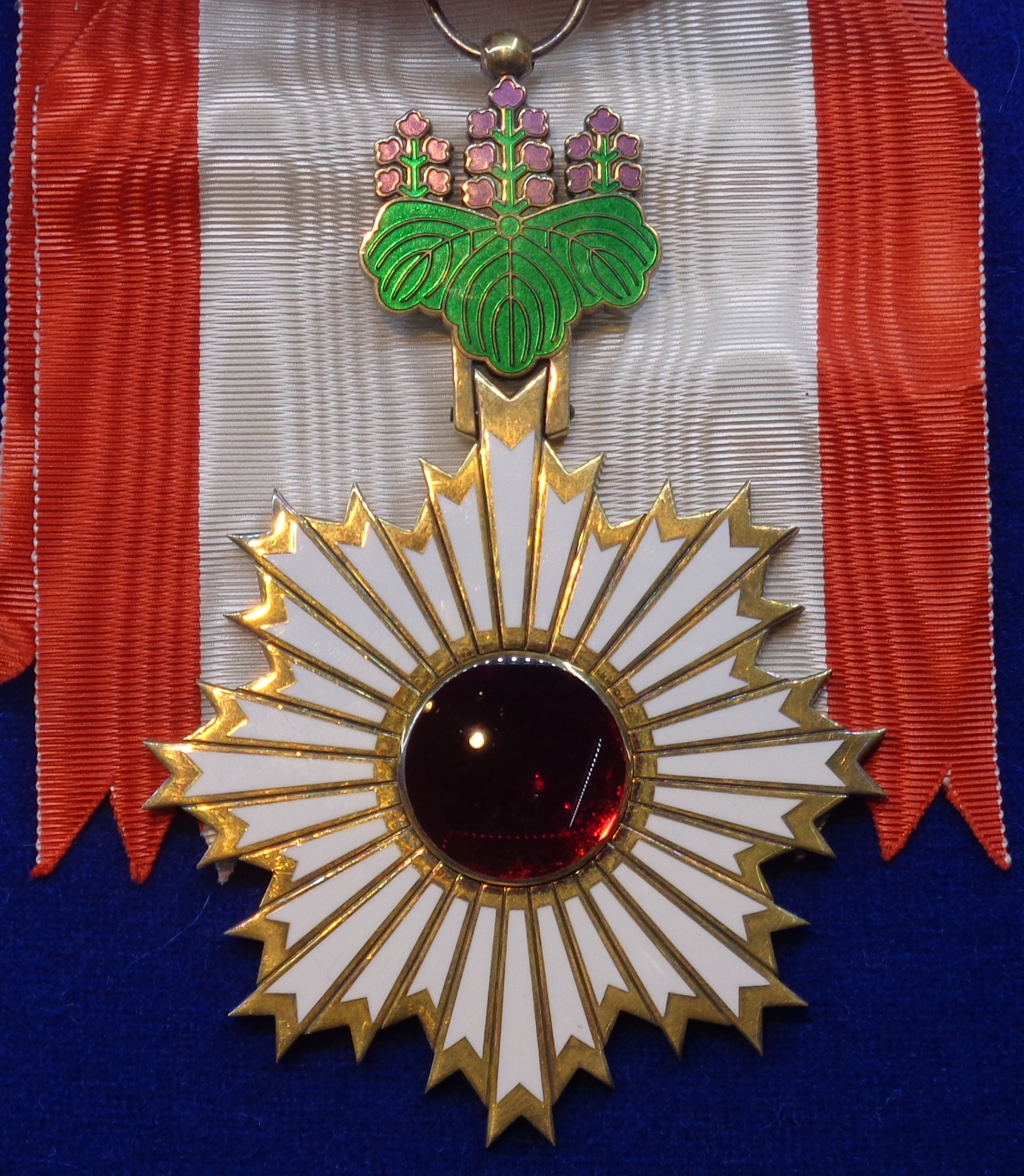
نشان خورشید فروزان

نشان خورشید فروزان، یک نشان نظامی-فرهنگی-سیاسی در سطح عالی در ژاپن است که از سوی دولت ژاپن ولی از طرف امپراتور ژاپن اهدا می‌شود. این نشان در سال ۱۸۷۶ و در دورهٔ امپراتور میجی در هشت درجه ایجاد گردید.

## دریافت کنندگان ایرانی
- منوچهر متکی
- سلیمان مهدیزاده
- معصومه ابتکار[۲]

## افراد برجسته با مدرک درجه یک

### درجه یک یقه بزرگ

نشان خورشید تابان (ژاپن)، نشان گرند کوردون، درجه یک

- جیمز آموس[۳]
- عبدالناصر عبدالفتاح[۴]
- عبدالمالک بن حبیلس[۵]
- واتارو كوبو[۶]
- یوزف پیلسودسکی[۷]
- چیا سیم[۸]